# Dilution (finance)
Pour les articles homonymes, voir Dilution (homonymie).
En finance, la dilution est liée aux augmentations de capital d'une société par souscription de nouvelles actions, exercice des stock options ou fusion-acquisition d'une autre société.
Il s'agit de la diminution du bénéfice par action de la société du fait qu'il y a davantage de titres à rémunérer.
Toutefois certains facteurs peuvent compenser au moins en partie ce phénomène : économie de charges financières du fait que le supplément de capitaux propres dus à l'opération peut permettre de diminuer les dettes, économies de coûts dues aux synergie de fusion, etc.
Quand l'opération conduit au contraire à une augmentation du bénéfice par action, on parle de relution.